# Canadian Open 2016
Il Canadian Open 2016, noto anche come Rogers Cup presented by National Bank (in francese: Coupe Rogers présentée par Banque Nationale) o più semplicemente Rogers Cup 2016 per motivi di sponsorizzazione, è stato un torneo di tennis giocato sul cemento. È la 126ª edizione del torneo maschile e la 115ª di quello femminile, che fa parte della categoria ATP Tour Masters 1000 nell'ambito dell'ATP World Tour 2016, e della categoria WTA Premier 5 nell'ambito del WTA Tour 2016. Il torneo femminile si è giocato all'Uniprix Stadium di Montréal, quello maschile all'Aviva Centre di Toronto, entrambi dal 25 al 31 luglio 2016.

## Partecipanti ATP

### Teste di serie
| Nazionalità | Giocatore     | Ranking* | Testa di serie |
| ----------- | ------------- | -------- | -------------- |
| Serbia      | Novak Đoković | 1        | 1              |
| Svizzera    | Stan Wawrinka | 5        | 2              |
| Giappone    | Kei Nishikori | 6        | 3              |
| Canada      | Milos Raonic  | 7        | 4              |
| Rep. Ceca   | Tomáš Berdych | 8        | 5              |
| Austria     | Dominic Thiem | 9        | 6              |
| Belgio      | David Goffin  | 11       | 7              |
| Croazia     | Marin Čilić   | 12       | 8              |
| Stati Uniti | John Isner    | 16       | 9              |
| Francia     | Gaël Monfils  | 17       | 10             |
| Australia   | Nick Kyrgios  | 18       | 11             |
| Australia   | Bernard Tomić | 19       | 12             |
| Francia     | Lucas Pouille | 22       | 13             |
| Francia     | Benoît Paire  | 24       | 14             |
| Stati Uniti | Steve Johnson | 25       | 15             |
| Stati Uniti | Jack Sock     | 26       | 16             |

* Le teste di serie sono basate sul ranking al 18 luglio 2016

### Altri partecipanti
I seguenti giocatori hanno ricevuto una wild card per il tabellone principale:
- Frank Dancevic
- Steven Diez
- Peter Polansky
- Denis Shapovalov

Il seguente giocatore è entrato in tabellone con il ranking protetto:
- Dmitrij Tursunov

Il seguente giocatore è entrato in tabellone come alternative:
- Yūichi Sugita

I seguenti giocatori sono passati dalle qualificazioni:

- Jared Donaldson
- Emilio Gómez
- Alejandro González
- Ryan Harrison
- Dennis Novikov
- Tim Smyczek
- Radek Štěpánek

## Partecipanti WTA

### Teste di serie
| Nazionalità | Giocatrice               | Ranking* | Testa di serie |
| ----------- | ------------------------ | -------- | -------------- |
| Stati Uniti | Serena Williams          | 1        | 1              |
| Germania    | Angelique Kerber         | 2        | 2              |
| Spagna      | Garbiñe Muguruza         | 3        | 3              |
| Polonia     | Agnieszka Radwańska      | 4        | 4              |
| Romania     | Simona Halep             | 5        | 5              |
| Stati Uniti | Venus Williams           | 7        | 6              |
| Italia      | Roberta Vinci            | 8        | 7              |
| Spagna      | Carla Suárez Navarro     | 9        | 8              |
| Russia      | Svetlana Kuznecova       | 10       | 9              |
| Stati Uniti | Madison Keys             | 11       | 10             |
| Slovacchia  | Dominika Cibulková       | 12       | 11             |
| Rep. Ceca   | Petra Kvitová            | 13       | 12             |
| Australia   | Samantha Stosur          | 14       | 13             |
| Rep. Ceca   | Karolína Plíšková        | 17       | 14             |
| Regno Unito | Johanna Konta            | 18       | 15             |
| Russia      | Anastasija Pavljučenkova | 19       | 16             |
| Ucraina     | Elina Svitolina          | 20       | 17             |

* Le teste di serie sono basate sul ranking al 18 luglio 2016

### Altre partecipanti
Le seguenti giocatrici hanno ricevuto una wild card per il tabellone principale:
- Françoise Abanda
- Caroline Garcia
- Aleksandra Wozniak

La seguente giocatrice è entrata in tabellone come alternate:
- Madison Brengle

Le seguenti giocatrici sono passate dalle qualificazioni:

- Kateryna Bondarenko
- Jennifer Brady
- Naomi Broady
- Mariana Duque Mariño
- Camila Giorgi
- Nao Hibino
- Vania King
- Kristína Kučová
- Alla Kudrjavceva
- Magda Linette
- Zhang Shuai
- Zheng Saisai

La seguente giocatrice è entrata in tabellone come lucky loser:
- Varvara Lepchenko
- Christina McHale

## Punti e montepremi

### Distribuzione punti
| Evento              | V    | F   | SF  | QF  | 3T  | 2T | 1T  | Q   | Q2  | Q1  |
| Singolare maschile  | 1000 | 600 | 360 | 180 | 90  | 45 | 10  | 25  | 16  | 0   |
| Doppio maschile     | 1000 | 600 | 360 | 180 | 90  | 0  | N/A | N/A | N/A | N/A |
| Singolare femminile | 900  | 585 | 350 | 190 | 105 | 60 | 1   | 30  | 20  | 1   |
| Doppio femminile    | 900  | 585 | 350 | 190 | 105 | 1  | N/A | N/A | N/A | N/A |

### Distribuzione premi in denaro
| Evento              | V         | F         | SF        | QF       | 3T       | 2T       | 1T       | Q2     | Q1     |
| Singolare maschile  | 685 200 $ | 336 000 $ | 169 100 $ | 85 985 $ | 44 600 $ | 23 540 $ | 12 710 $ | 2930 $ | 1490 $ |
| Singolare femminile | 490 200 $ | 238 200 $ | 119 330 $ | 56 825 $ | 27 375 $ | 14 025 $ | 7565 $   | 3075 $ | 1860 $ |
| Doppio maschile1    | 212 200 $ | 103 890 $ | 52 110 $  | 26 750 $ | 13 830 $ | 7290 $   | N/A      | N/A    | N/A    |
| Doppio femminile1   | 140 230 $ | 70 835 $  | 35 070 $  | 17 650 $ | 8950 $   | 4420 $   | N/A      | N/A    | N/A    |

1 Per team

## Campioni

### Singolare maschile
Novak Đoković ha sconfitto in finale  Kei Nishikori con il punteggio di 6-3, 7-5.
- È il sessantaseiesimo titolo in carriera per Đoković, settimo titolo della stagione, quarto 1000 in stagione e qui in Canada e trentesimo titolo 1000.

### Singolare femminile
Simona Halep ha sconfitto in finale  Madison Keys con il punteggio di 7–6(2), 6–3.
- È il quattordicesimo titolo in carriera per la Halep, terzo della stagione.

### Doppio maschile
Ivan Dodig /  Marcelo Melo hanno sconfitto in finale  Jamie Murray /  Bruno Soares con il punteggio di 6–4, 6–4.

### Doppio femminile
Ekaterina Makarova /  Elena Vesnina hanno sconfitto in finale  Simona Halep /  Monica Niculescu con il punteggio di 6–3, 7–6(5).